# Liste des longs métrages nigérians proposés à l'Oscar du meilleur film international
Cet article présente la liste des longs métrages nigérians proposés à l'Oscar du meilleur film international. Ainsi le Nigéria a proposé son premier long métrage pour concourir dans cette catégorie en 2019 lors de la 92e cérémonie des Oscars. Pourtant, le 4 novembre 2019, l'Académie a disqualifié la candidature du Nigeria, car la majorité des dialogues du film sont en anglais. Toutefois, l'année suivante, le comité nigérian de sélection des Oscars a annoncé que l'AMPAS autoriserait les films rédigés principalement en anglais pidgin à être soumis à la sélection. En 2022, le comité de sélection des Oscars du Nigeria a annoncé qu'il avait reçu trois films en langue yoruba : Aníkúlápó, L'Écuyer du roi (en) et Agẹṣinkólé (en). Ils ont décidé de ne pas concourir parce qu'une majorité du comité de sélection a indiqué que les trois films étaient « non éligibles ».
L'Academy of Motion Picture Arts and Sciences (AMPAS) qui remet les Oscars du cinéma invite depuis 1957 les industries cinématographiques de tous les pays du monde à proposer le meilleur film de l'année pour concourir à l'Oscar du meilleur film en langue étrangère (autre que l'anglais). Le comité du prix supervise le processus et valide les films soumis. Par la suite, un vote à bulletin secret détermine les cinq nommés dans la catégorie, avant que le film lauréat ne soit élu par l'ensemble des membres de l'AMPAS, et que l'Oscar ne soit décerné lors de la cérémonie annuelle.

## Film proposé par le Nigéria
| Année (Cérémonie) | Titre français | Titre original | Langue(s)       | Réalisateur       | Résultat    |
| ----------------- | -------------- | -------------- | --------------- | ----------------- | ----------- |
| 2020 (92e)        | Lionheart      | Lionheart      | anglais, igbo   | Genevieve Nnaji   | Disqualifié |
| 2021 (93e)        | The Milkmaid   | The Milkmaid   | haoussa         | Desmond Ovbiagele | Non nommé   |
| 2024 (96e)        | Mami Wata      | Mami Wata      | pidgin nigérian | C.J. Obasi        | Non nommé   |